# 콘스턴틴 치웽가

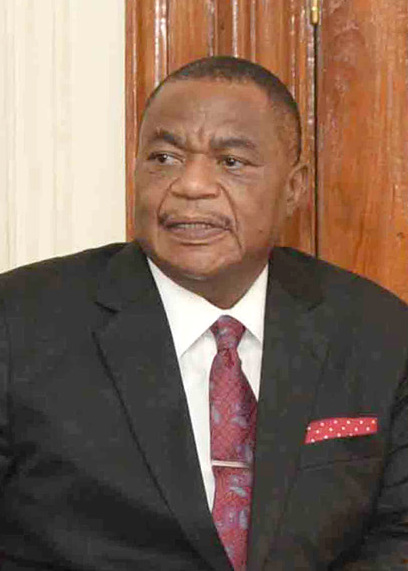
콘스턴틴 치웽가 (2018년)

콘스턴틴 구베야 도미닉 니카지노 치웽가(영어: Constantine Guveya Dominic Nyikadzino Chiwenga, 1956년 8월 25일~)는 짐바브웨의 정치인이자 전직 육군 장성으로, 2017년부터 에머슨 음낭가과 대통령 밑에서 짐바브웨의 제1부통령으로 재직하고 있다. 2020년 8월, 그는 자신의 포트폴리오에 히스 장관을 추가했다.
2017년부터 켐보 모하디와 공동으로 집권 짐바브웨 아프리카 민족 연맹 - 애국 전선(ZANU-PF)의 부통령 겸 제2서기를 맡고 있다. 2017년, 특히 그는 짐바브웨의 대통령 로버트 무가베를 무혈 쿠데타로 성공적으로 쓰러뜨렸다.